# Рјомањо (Лука)
Рјомањо је насеље у Италији у округу Лука, региону Тоскана.
Према процени из 2011. у насељу је живело 226 становника. Насеље се налази на надморској висини од 85 м.